# 藻食擬花鮨
藻食擬花鮨，又稱藻食擬花鱸，為輻鰭魚綱鱸形目鱸亞目鮨科的其中一種，分布於中東太平洋的夏威夷群島及強斯頓環礁海域，棲息深度122-280公尺，本魚雄魚頭部為紫色及黃色交錯，身體黃色，背部橙色，體側具有紫色不規則斑紋，雌魚體色與雄魚相似，但大多以黃色為主，體長可達6.6公分，生活在向海礁坡，為底棲性魚類，屬肉食性，生活習性不明。

## 擴展閱讀
維基物種上的相關：藻食擬花鮨